# NGC 6294
NGC 6294 est une paire d'étoiles située dans la constellation d'Ophiuchus. L'astronome britannique John Herschel a enregistré la position de cette paire le 16 avril 1828 .